# Chełm (Wyżyna Śląska)
Chełm je mezoregion (polské geografické značení 341.11), který je součástí vysočiny/vrchoviny Wyżyna Śląska (Slezská vysočina), patřící do nadcelku vysočiny Wyżyna Śląsko-Krakowska (Slezsko-krakovská vysočina) v západní části geomorfologické provincie Wyżyny Polskie (Polské vysočiny) v Polsku. Tento výrazný kopcovitý terén se nachází v okolí města Strzelce Opolskie a to převážně v okrese Strzelce a okrajově v okrese Krapkowice (obojí v Opolském vojvodství) a okrajově také v okrese Gliwice (Slezské vojvodství). Leží také v regionu Horní Slezsko.

## Geografie, geologie a příroda
Chełm tvoří výraznou a z daleka viditelnou terénní vyvýšeninu, která je nejzápadnějším mezoregionem Slezské vysočiny. Jádrem této vyvýšeniny je kuesta (přesněji asymetrický strmý denudační práh) mezi městy Toszek a Gogolin. S Chełmem hraničí na západě Pradolina Wrocławska, na severu Równina Opolska, na východě Garb Tarnogórski a na jihu Kotlina Raciborska. Převažují zde zemědělské plochy cca 60% a 30% jsou lesy. Nejvyšší nadmořskou výškou v mezoregionu i v celé Slezské vysočině je Góra Świętej Anny (Hora Svaté Anny) s nadmořskou výškou 408 m., která je geologicky zajímavým pozůstatkem bývalého vulkánu. Chełm je známý skalními výchozy, vyvinutým vápencovým a krasovým reliéfem, metamorfovanými horninami, sopečnými horninami, sprašemi a postglaciálními a glaciálními sedimenty a sedimentárními horninami z doby ledové. Plošná rozloha Chełmu je cca 513 km² a vystupuje nad přilehlé sníženiny o 100 až 200 m. Vodstvo patří do povodí veletoku Odra. Mezoregion je známý svou cennou živou i neživou přírodou a proto zde vznikl krajinný park Park Krajobrazowy Góra Świętej Anny včetně několika přírodních rezervací a památek, např. Geopark Góra Świętej Anny a Rezerwat przyrody Góra Świętej Anny. Největším sídlem Chełmu je okresní město Strzelce Opolskie a turisticky i nábožensky nejvíce vyhledávaným místem je poutní místo Góra Świętej Anny. Přes Chełm také vede dálnice A4.

## Galerie

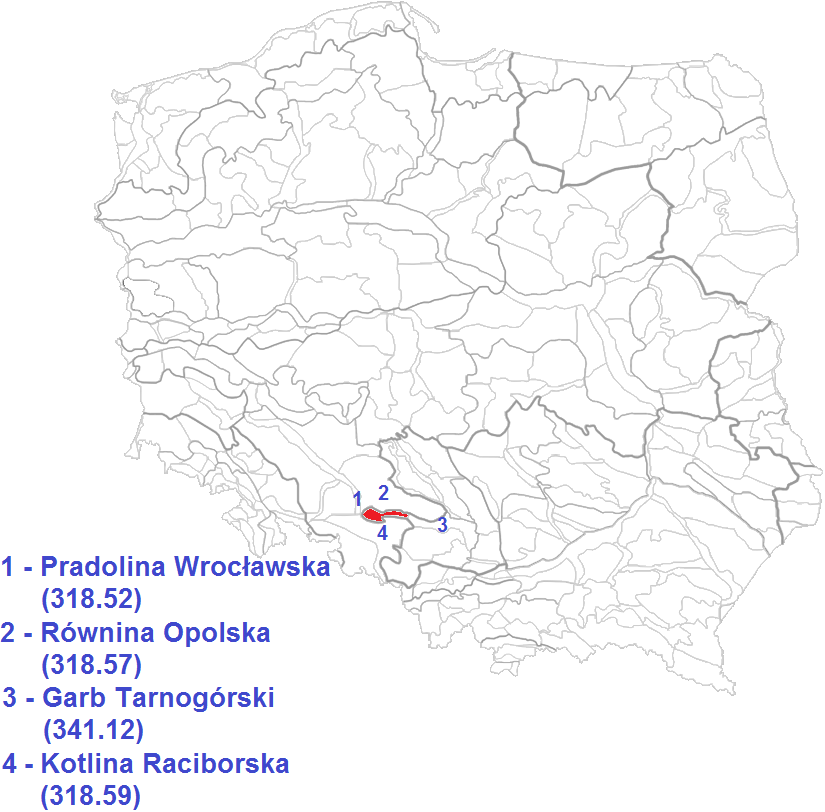
Chełm (červeně) a jeho okolní mezoregiony 1 až 4.
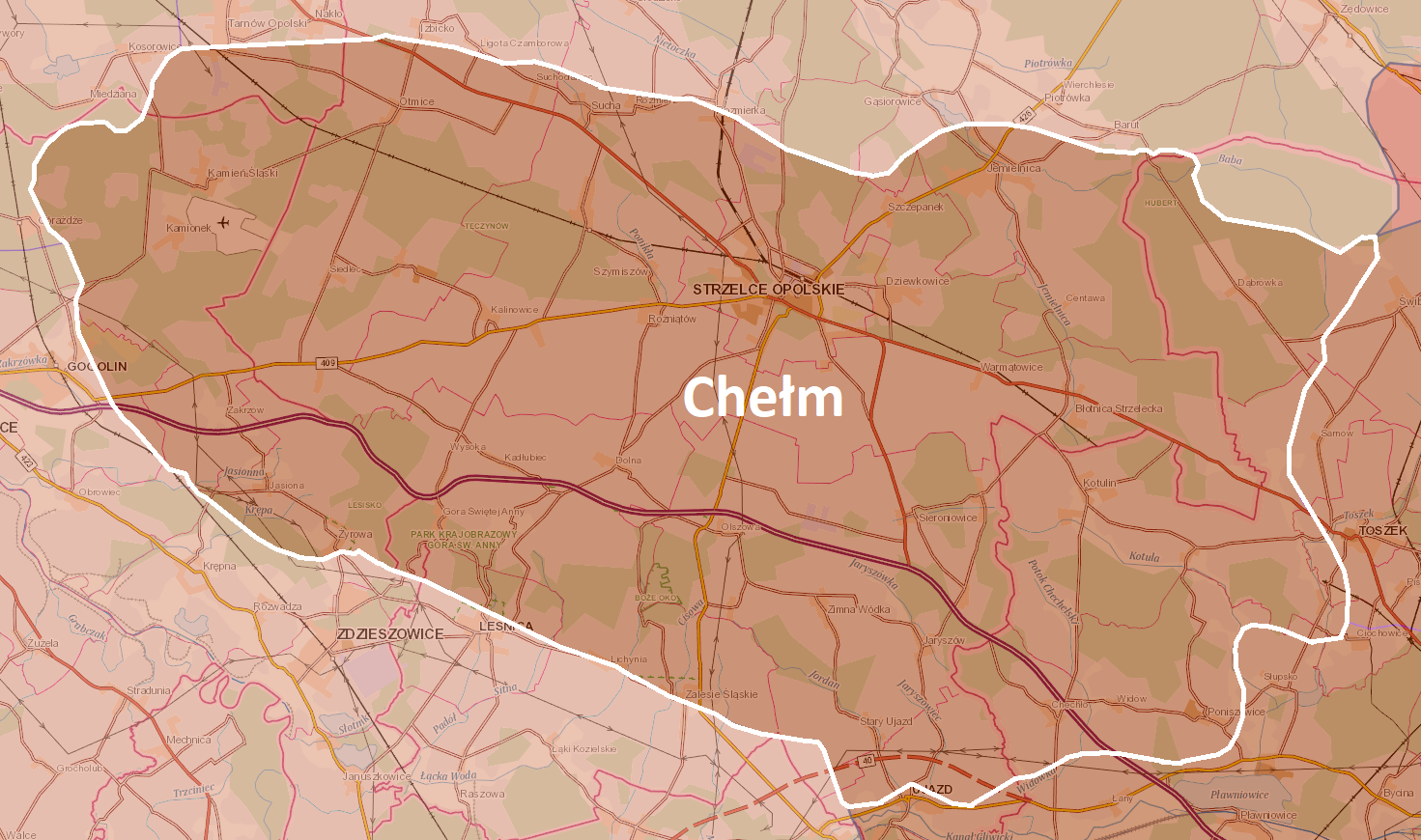
Mapa oblasti
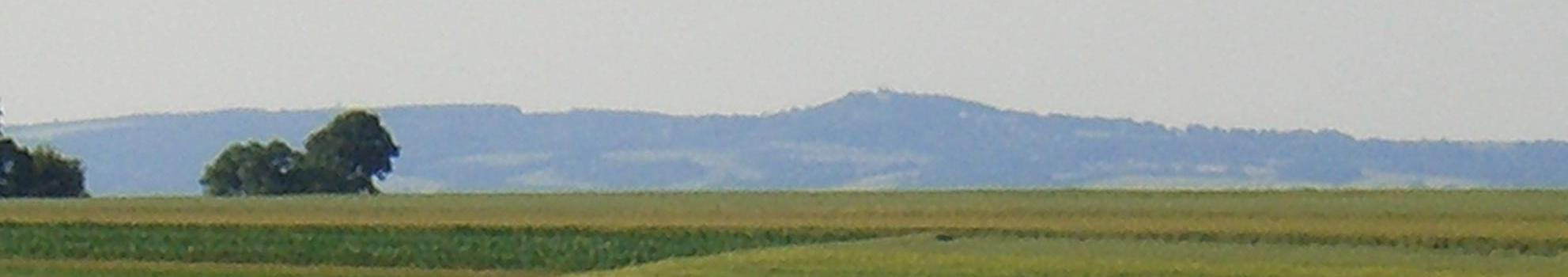
Góra Świętej Anny (Hora Svaté Anny)